# 克特利·安娜
克特利·安娜（匈牙利語：Kéthly Anna；1889年11月6日—1976年9月7日），是匈牙利社會民主黨領導人，她于1922年成為了匈牙利歷史上第二位國會議會女议员，直到1948年被共產黨政府因間諜罪和反國家罪逮捕並判處無期徒刑，後因國際壓力被釋放。1956年匈牙利革命期間納吉·伊姆雷任命她為國務大臣。她在出訪維也納時得知蘇聯入侵的消息後再也沒有回到匈牙利，並在同僚幫助下移民比利時。